# Brigitte Horney
Brigitte Horney (Berlín, 29 de marzo de 1911-Hamburgo, 27 de julio de 1988) fue una actriz y cantante alemana de teatro y cine.
Hija de la célebre psicoanalista Karen Horney, trabajó durante una década en el Berliner Volksbühne consagrándose en el film de 1934, Liebe, Tod und Teufel con la canción So oder so ist das Leben.
Durante el período nazi, protagonizó varias películas junto al famoso actor Joachim Gottschalk, juntos fueron una pareja cinematográfica popularísima. 
Cuando Gottschalk (cuya esposa era judía) fue obligado a separarse de su mujer e hijo (con orden de deportación al campo de Theresienstadt por el mismo Goebbels) y destinado al frente de batalla, los tres se suicidaron. Horney acudió a su funeral pese al peligro que implicaba.
Después de la Segunda Guerra Mundial se naturalizó ciudadana norteamericana, trabajó en series y films de ambos países hasta avanzada edad.
En teatro trabajó en Basilea, Coira, Gotinga, Zúrich, Berlín y Wurzburgo.
En 1972 recibió el premio honorífico de los German Film Awards. 
Filmó más de 50 películas entre 1930 y 1983.
En 1983 ganó el premio a mejor actriz en los Golden Camera Award por la película Jakob und Adele.
Murió de cáncer de hígado.

## Autobiografía
- So oder so ist das Leben - Eine unvergessliche Schauspielerin erzählt ihr Leben, Scherz, 1992.